# Olympische Sommerspiele 1912/Teilnehmer (Griechenland)
| Gelbes Symbol für Goldmedaillen mit stilisierten Olympischen Ringen | Graues Symbol für Silbermedaillen mit stilisierten Olympischen Ringen | Braundes Symbol für Bronzemedaillen mit stilisierten Olympischen Ringen |
| ------------------------------------------------------------------- | --------------------------------------------------------------------- | ----------------------------------------------------------------------- |
| 1                                                                   | —                                                                     | 1                                                                       |

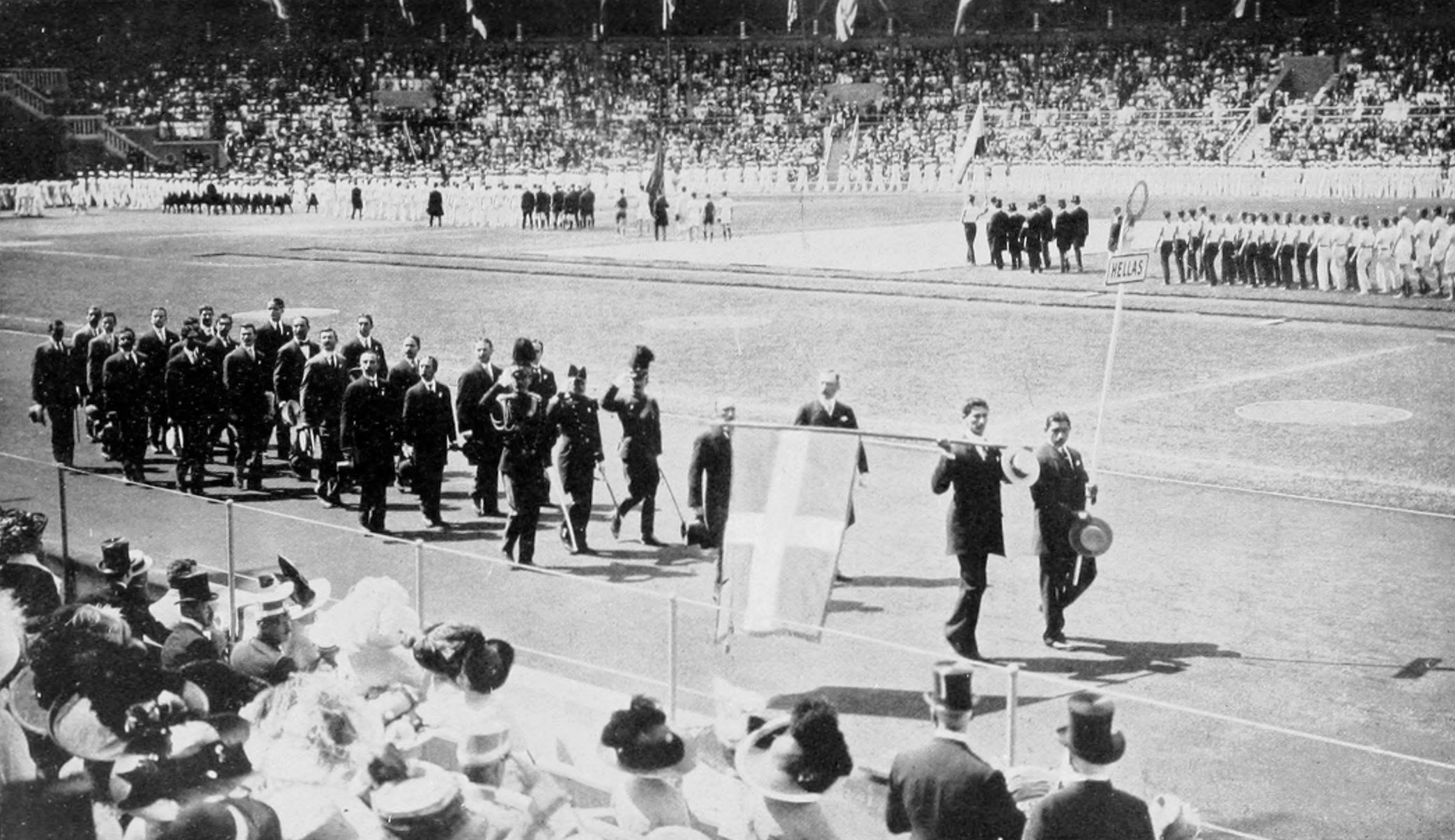
Die griechische Mannschaft bei der Eröffnungsfeier

Griechenland nahm an den Olympischen Sommerspielen 1912 in Stockholm, Schweden, mit einer Delegation von 22 Sportlern teil. Die Athleten konnten eine Gold- und eine Bronzemedaille gewinnen.

## Medaillengewinner

### Olympiasieger
| Name                     | Sportart       | Wettkampf       |
| ------------------------ | -------------- | --------------- |
| Konstantinos Tsiklitiras | Leichtathletik | Standweitsprung |

### Dritter
| Name                     | Sportart       | Wettkampf       |
| ------------------------ | -------------- | --------------- |
| Konstantinos Tsiklitiras | Leichtathletik | Standhochsprung |

## Teilnehmer nach Sportart

### Fechten
- Panagiotis Kambas
- Kostas Kotzias
- Petros Manos
- Sotirios Notaris
- Georgios Petropoulos
- Tryfon Triantafyllakos
- Georgios Versis

### Leichtathletik
- Konstantinos Tsiklitiras
- Georgios Banikas
- Michalis Dorizas
- Iraklis Sakellaropoulos
- Dimitrios Triantafyllakos

### Ringen
- Anastasios Antonopoulos

### Schießen
- Nikolaos Levidis
- Frangiskos Mavrommatis
- Anastasios Metaxas
- Spyridon Mostras
- Georgios Petropoulos
- Konstantinos Skarlatos
- Alexandros Theofilakis
- Ioannis Theofilakis
- Iakovos Theofilas

### Schwimmen
- Andreas Asimakopoulos